# Blizzard of Souls – Zwischen den Fronten
Blizzard of Souls – Zwischen den Fronten (Originaltitel Dvēseļu putenis) ist ein Historienfilm von Dzintars Dreibergs, der am 8. November 2019 in die lettischen Kinos kam. Der Film basiert auf dem gleichnamigen Roman von Aleksandrs Grīns und spielt während des Ersten Weltkriegs. Blizzard of Souls wurde von Lettland als Beitrag für die Oscarverleihung 2021 eingereicht.

## Handlung

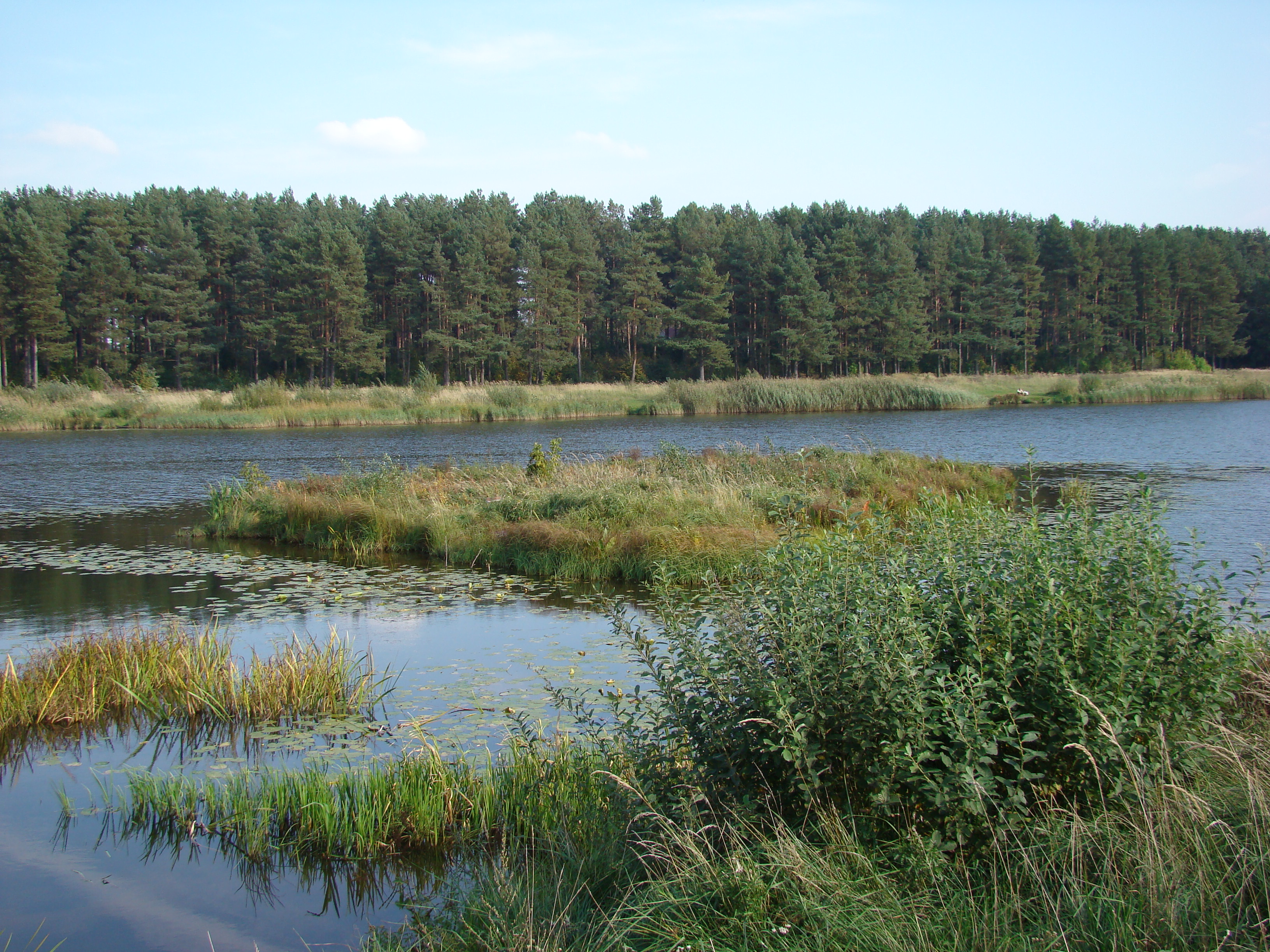
Gedreht wurde in Ādaži an der Gauja

Im Sommer des Jahres 1915 erreicht der Erste Weltkrieg auch Lettland. Als die Truppen der deutschen Armee in das Dorf des 16-jährigen Artūrs Vanags einmarschieren, muss er von seinem Fenster aus mitansehen, wie man seine Mutter und seinen Hund erschießt. Das Haus wird niedergebrannt, eine übliche Vorgehensweise der damaligen Armeen, um den sich nähernden Feind zu schwächen, der langsam in das russische Zarenreich vordringt. Artūrs und sein Vater beschließen, sich der russischen Armee anzuschließen, um gegen die Deutschen zu kämpfen. Erst noch wird Artūrs als zu jung und sein Vater als zu alt angesehen, um ihnen beizutreten, doch ihr unerschütterlicher Wille, den Feind zu besiegen, macht es ihnen schließlich doch möglich. Die fehlende Erfahrung und ihre körperlichen Schwächen zeigen ihnen jedoch schnell ihre Grenzen auf.
Artūrs kann kaum mit seinem Regiment mithalten, wenn sie durch die unwirtliche Landschaft ziehen. Die klirrende Kälte und von Granaten verursachte Explosionen auf dem Schlachtfeld tun ihr Übriges. Reihenweise finden ihre Kameraden und auch die feindlichen Soldaten den Tod. Doch der junge Mann lernt schnell, dass man es auf beiden Seiten nicht unbedingt gut mit Lettland meint.
Als der Krieg sich dem Ende zu nähern scheint, kommt es zu einem Umdenken unter den lettischen Soldaten. Artūrs kämpft fortan für den Frieden und die Befreiung seiner Heimat, und letztlich werden die deutschen Feinde zu potenziellen Befreiern aus ihrer Lage. Eine einzigartige, aber gefährliche Gelegenheit, die die Letten zu ihrem Vorteil nutzen wollen, eine unabhängige Nation zu gründen.

## Produktion
Der Film basiert auf dem Roman Dvēseļu putenis von Aleksandrs Grīns. Der lettische Journalist und Schriftsteller verarbeitete darin seine eigenen Fronterfahrungen in Lettland und schildert aus der Sicht eines 16-Jährigen Geschehnisse aus dem Ersten Weltkrieg. Grīns wurde kurz nach der Besetzung der noch jungen Nation im Jahr 1940 von der UdSSR verhaftet und ermordet. In sowjetischer Zeit war der Roman in Lettland verboten.
Regie führte Dzintars Dreibergs. Es handelt sich nach verschiedenen Dokumentarfilmen um Dreibergs’ Spielfilmdebüt. Boriss Frumins adaptierte Grīns’ Roman für den Film. Die Filmmusik komponierte Lolita Ritmanis. Ihre Arbeit wurde im Februar 2021 in eine Vorauswahl der Academy of Motion Picture Arts and Sciences für die Oscarverleihung 2021 aufgenommen.
Die Hauptrolle des Artūrs Vanags übernahm Oto Brantevics. Er war 15 Jahre alt als die Dreharbeiten begannen.
Die Dreharbeiten erfolgten in zwei Phasen. Die zweite wurde Mitte September 2017 begonnen. Gedreht wurde in Ādaži an der Gauja. Als Kameramann fungierte Valdis Celmiņš.
Der Film kam am 8. November 2019 in die lettischen Kinos. Im November 2020 wurde er beim Tallinn Black Nights Film Festival im Rahmen des baltischen Wettbewerbs gezeigt.

## Rezeption

### Kritiken und kommerzieller Erfolg
Victor Fraga schreibt bei dmovies.org, Blizzard of Souls sei ein Film über die Geburt einer Nation und einer Gesellschaft. Die Kampfszenen seien ziemlich lebendig und erinnerten an Sam Mendes’ Film 1917, der ebenfalls während des Ersten Weltkriegs spielt. Ein weiterer Film, der einem in den Sinn kommen könnte, sei Iwans Kindheit von Andrei Tarkowski aus dem Jahr 1962, nicht nur, weil der junge Protagonist auch hier selbst zu den Waffen gegriffen hat, sondern auch wegen einiger Szenen auf dem Schlachtfeld als die Soldaten durch die Sumpfgebiete marschieren.
Blizzard of Souls ist der kommerziell erfolgreichste lettische Film seit der Unabhängigkeit des Landes von der UdSSR drei Jahrzehnte zuvor. Mit einem Budget von 2,5 Millionen Euro war er eine der teuersten Produktionen Lettlands, ein Land das lediglich 1,9 Millionen Einwohnern hat.

### Auszeichnungen (Auswahl)
Blizzard of Souls wurde von Lettland als Beitrag für die Oscarverleihung 2021 in der Kategorie Bester Internationaler Film eingereicht und gelangte auch in die Vorauswahl für die Golden Globe Awards 2021 (Bester fremdsprachiger Film).
Im Folgenden weitere Nominierungen und Auszeichnungen.
Internationales Filmfestival Shanghai 2020
- Nominierung für den Publikumspreis in der Belt and Road Film Week (Dzintars Dreibergs)[10]

Hollywood Music in Media Awards 2021
- Nominierung für die Beste Filmmusik – fremdsprachiger Independentfilm (Lolita Ritmanis)[11]

Lettischer Filmpreis „Lielais Kristaps“ 2020
- Auszeichnung als Bester Film mit dem Lettischen Filmpreis (Inga Praņevska und Dzintars Dreibergs)
- Auszeichnung für die Beste Regie (Dzintars Dreibergs)
- Nominierung als Bester Schauspieler (Oto Brantevics)
- Nominierung für das Beste Drehbuch (Boriss Frumins und Dzintars Dreibergs)
- Nominierung für das Beste Szenenbild (Juris Žukovskis)
- Auszeichnung für die Beste Kamera (Valdis Celmiņš)
- Auszeichnung für das Beste Make-Up (Dzintra Bijubene)
- Auszeichnung für die Beste Filmmusik (Lolita Ritmanis)
- Auszeichnung für den Besten Filmschnitt (Gatis Belogrudovs)
- Auszeichnung mit dem Publikumspreis von Lsm.lv[12][13]

Tallinn Black Nights Film Festival 2020
- Nominierung als Bester baltischer Film (Dzintars Dreibergs)[14]

World Soundtrack Awards 2020
- Nominierung für den Public Choice Award (Lolita Ritmanis)[15]